# Ultimate Kaos
Ultimate Kaos var et pop-boyband fra Storbritannien.

## Diskografi
- Kaos (1994)
- The kaos theory (1998)

| Musikgruppe | Spire Denne artikel om en britisk musikgruppe er en spire som bør udbygges. Du er velkommen til at hjælpe Wikipedia ved at udvide den. |